# Kamenický vodopád
Kamenický vodopád se nachází na říčce Kamenici u Harrachova v Krkonoších.
Vodopád je vyhlouben do drobnozrnné biotické žuly. Historicky nemá český název. Německé pojmenování Plattenfall („Plotnový vodopád“) plně vystihuje jeho podobu, neboť voda stéká po skalní plotně.